# 가재붙이과
가재붙이과(Laomediidae)는 십각목 쏙하목에 속하는 갑각류과의 하나이다. 이전에는 쏙상과(Thalassinoidea)로 분류했으며, 가재붙이(Laomedia astacina De Haan, 1841) 등을 포함하고 있다.

## 분류
- 가재붙이과(Laomediidae) Borradaile, 1903
  - Calliaxis
  - Coralliocrangon Nobili, 1904
  - Espeleonaushonia Juarrero & Martínez-Iglesías, 1997
  - Jaxea Nardo, 1847
  - 가재붙이속(Laomedia) De Haan, 1841
  - Naushonia Kingsley, 1897
  - Saintlaurentiella Paiva, Tavares & Silva-Neto, 2010